# Dąbrowa (powiat poddębicki)
Dąbrowa – wieś w Polsce położona w województwie łódzkim, w powiecie poddębickim, w gminie Uniejów.
W latach 1975–1998 miejscowość należała administracyjnie do województwa konińskiego.